# Bumthang
Bumthang (dzongkha: བུམ་ཐང་རྫོང་ཁག་; Wylie: Bum-thang rzong-khag) är ett av Bhutans tjugo distrikt (dzongkha). Huvudstaden är Jakar.
Distriktet har cirka 16 116 invånare på en yta av 2 831 km².

## Administrativ indelning
Distriktet är indelat i fyra gewog:
- Chhume Gewog
- Choekor Gewog
- Tang Gewog
- Ura Gewog

Bumthang
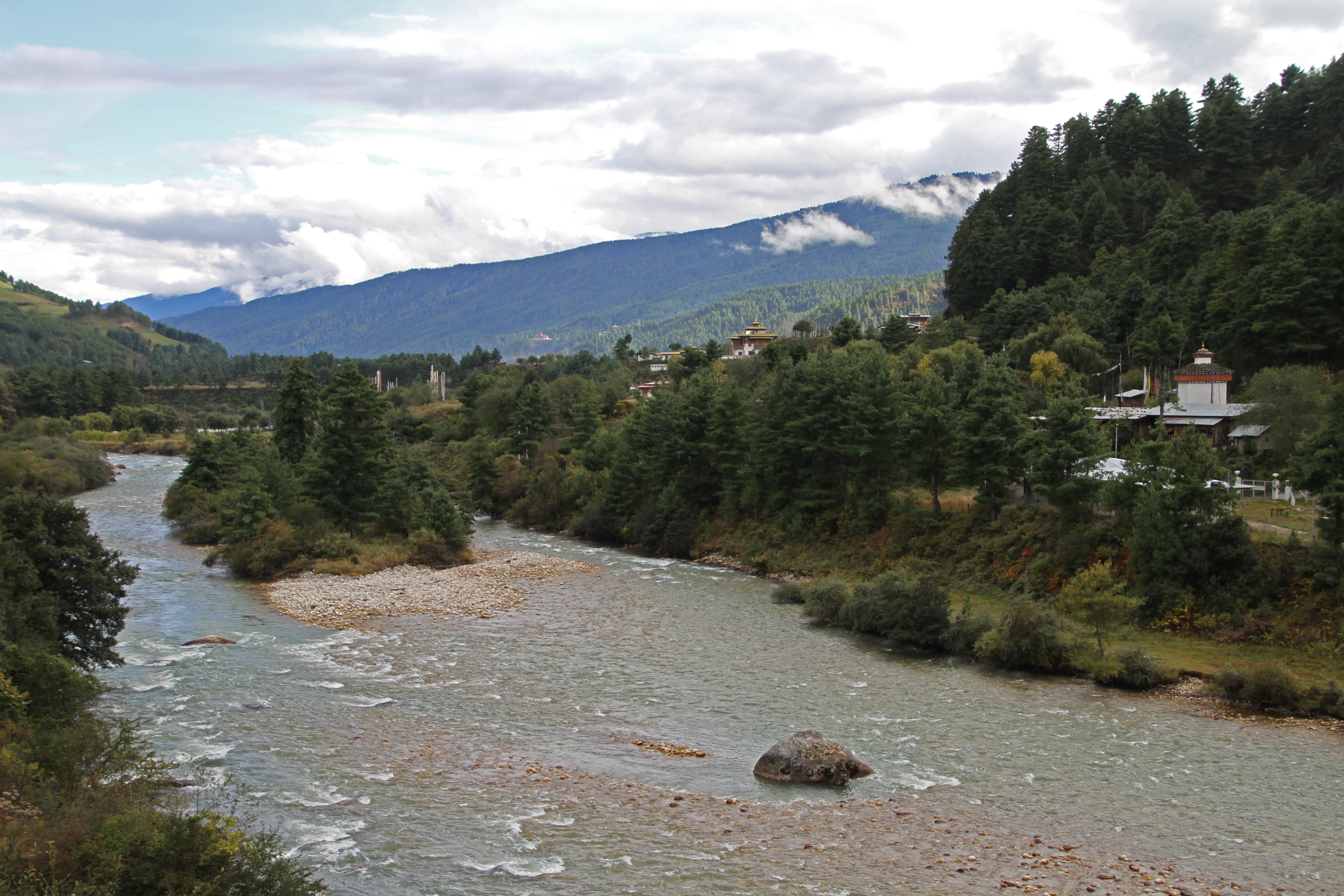
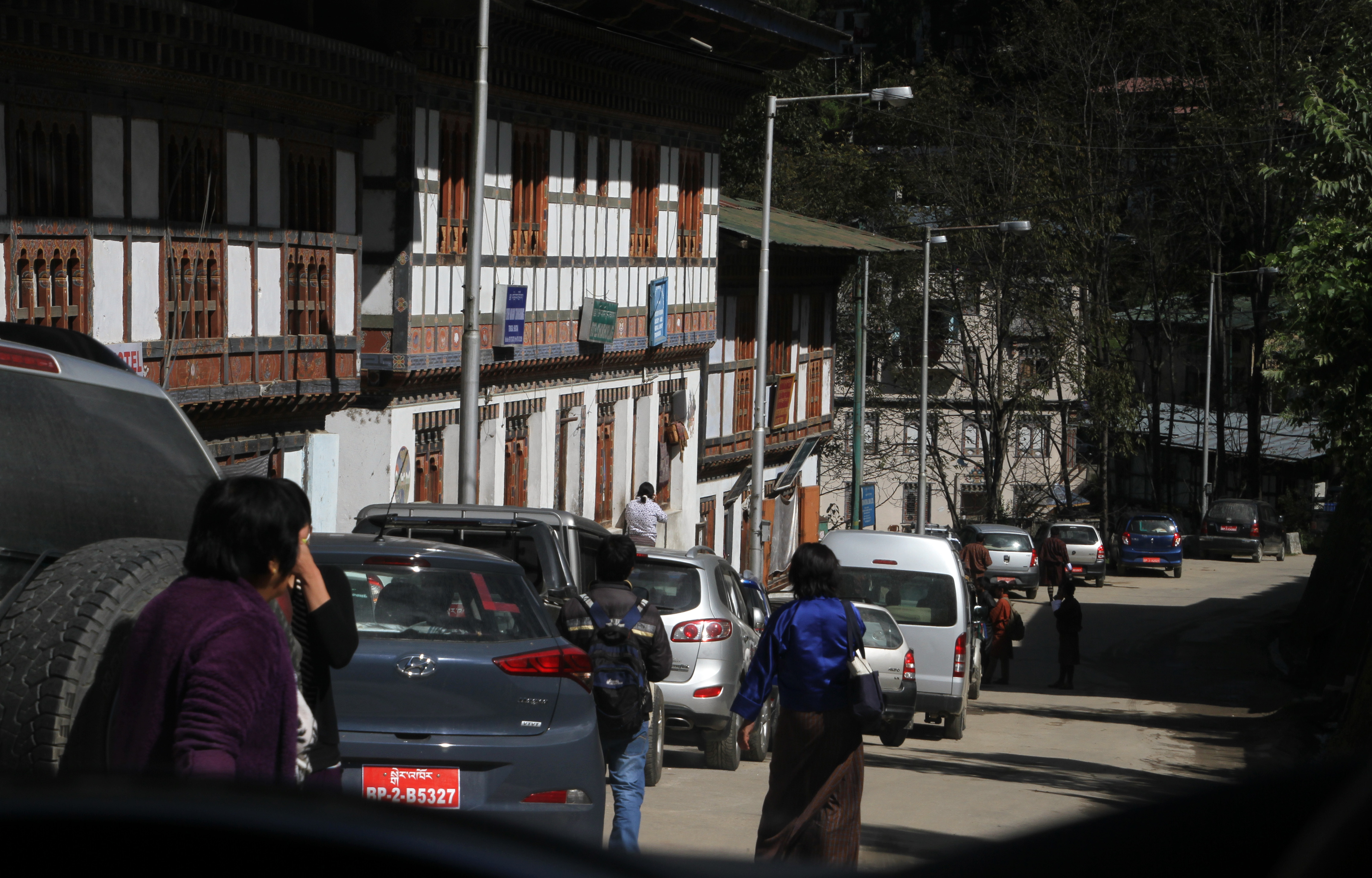
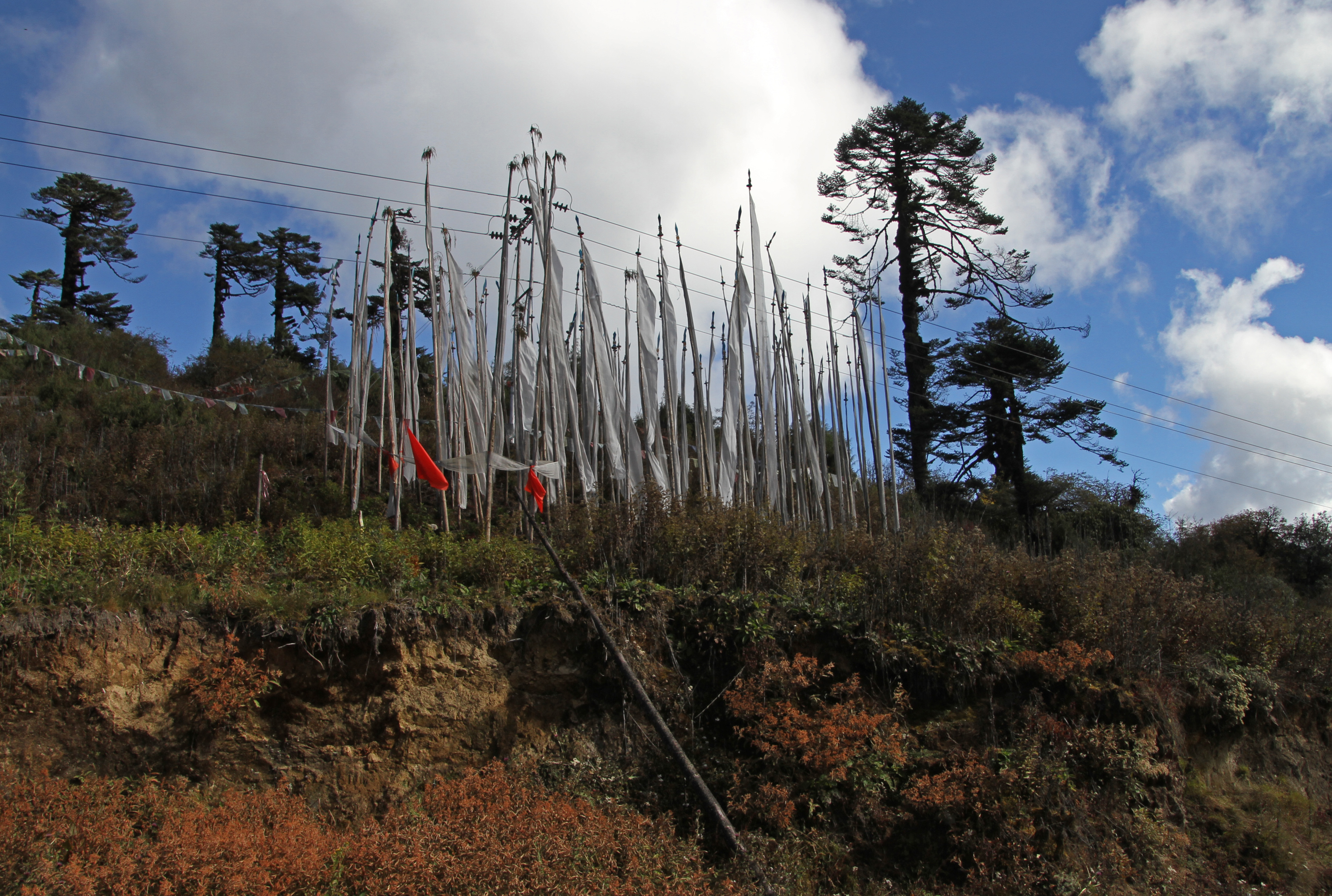
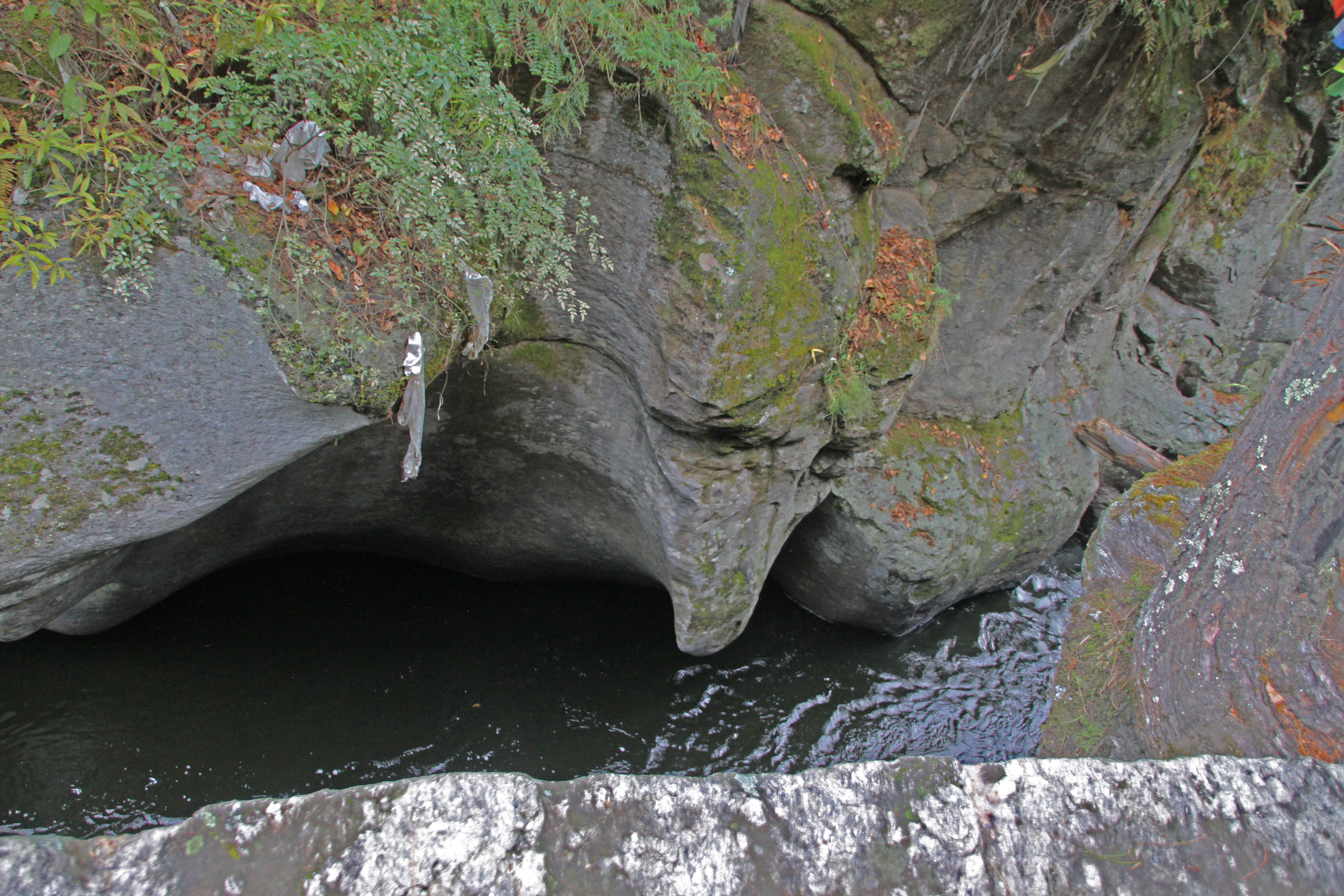
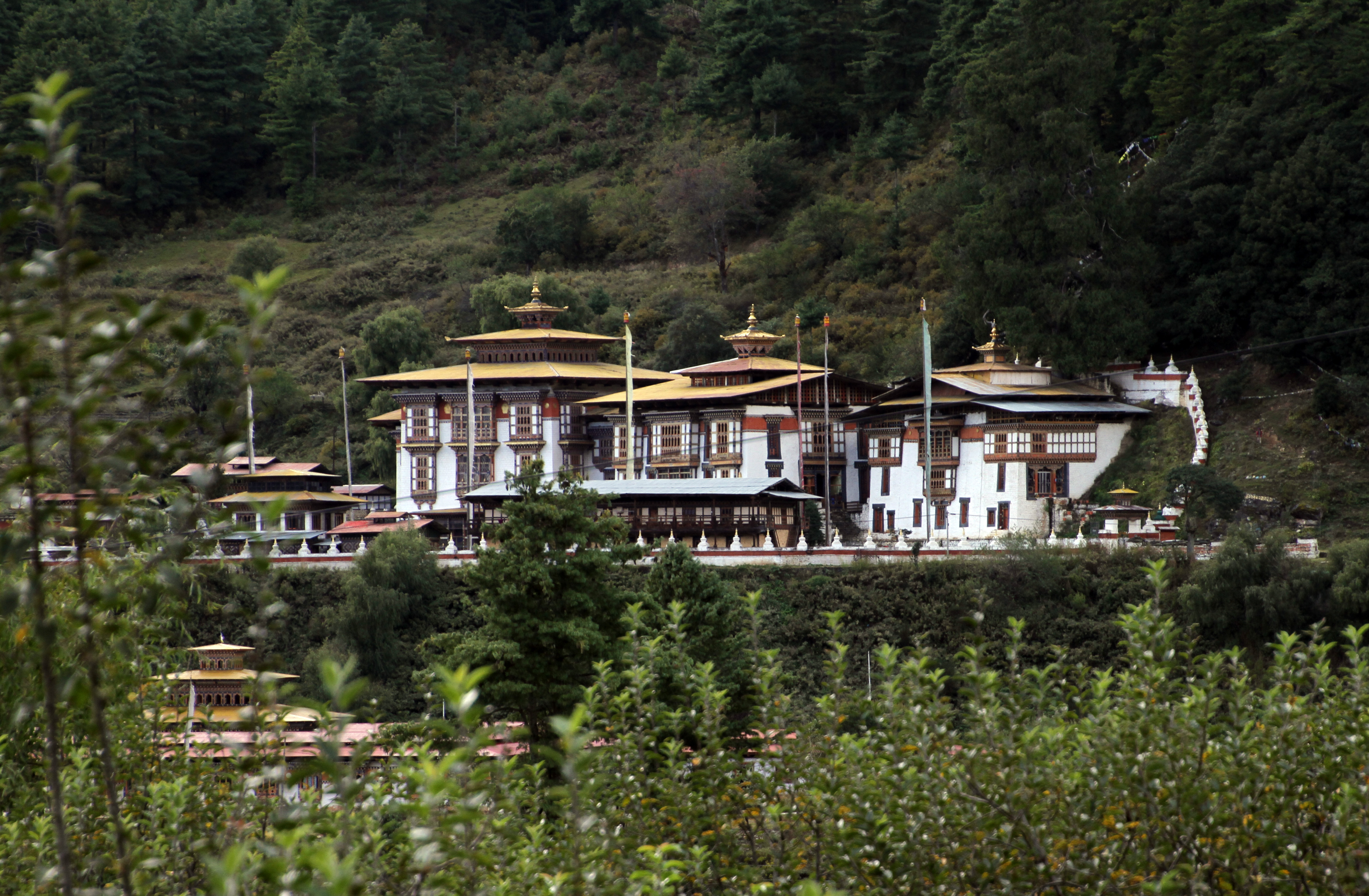
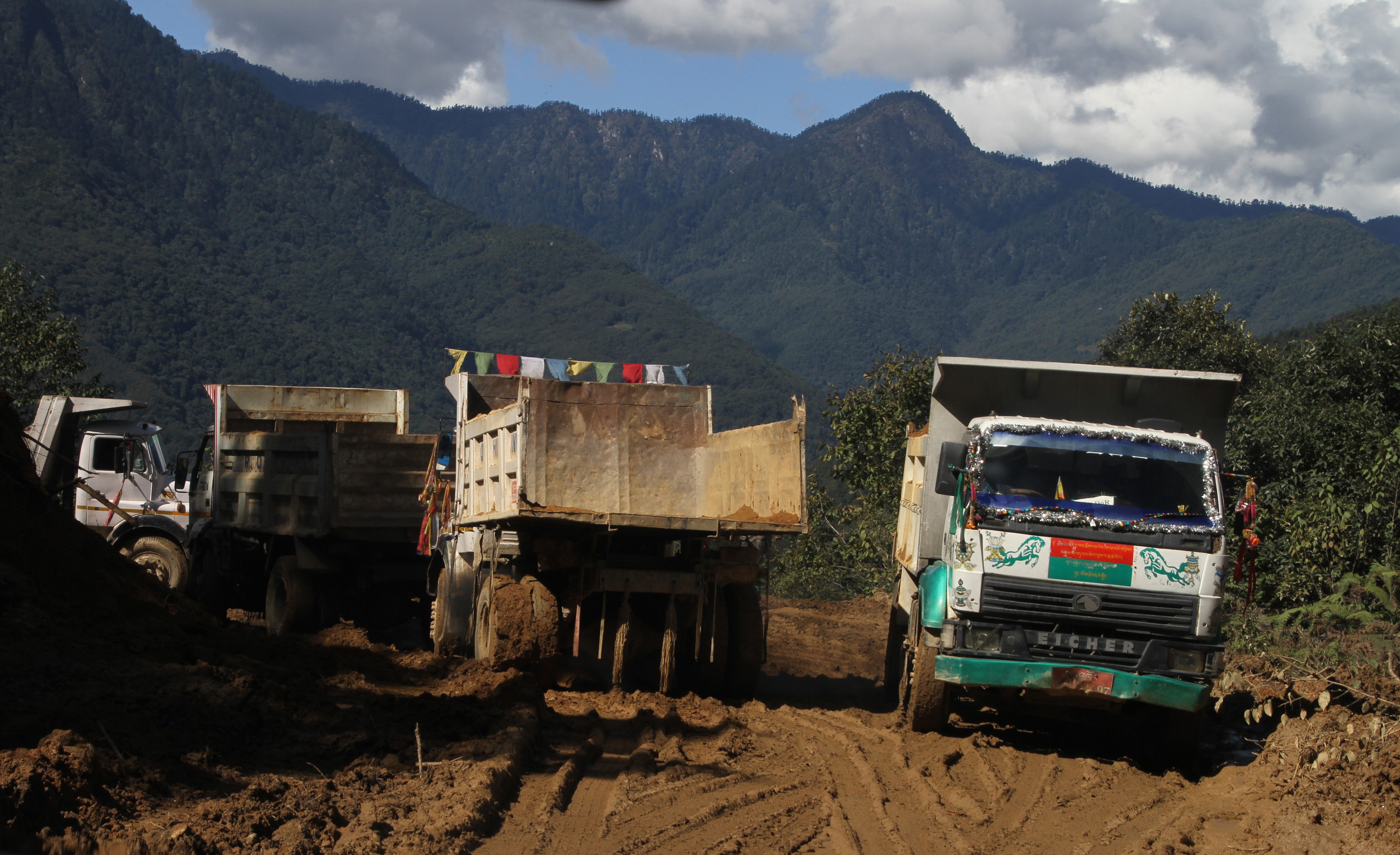